# HD 3440
HD 3440，又名BD+81 13，SAO 106、HR 158，是一颗恒星，视星等为6.4，位于銀經122.53，銀緯19.63，其B1900.0坐标为赤經0h 32m 12.4s，赤緯+81° 19.63′ 30″。